# مؤسسة حيدر علييف

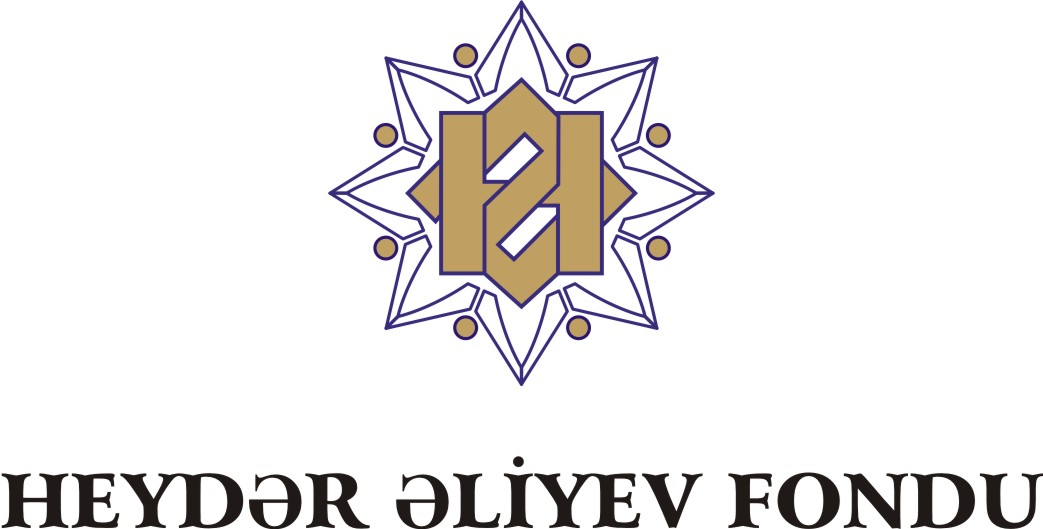
مؤسسة حيدر علييف

مؤسسة حيدر علييف هي منظمة غير ربحية.تأسست المؤسسة في 10 مايو 2004 تحت قيادة مهربان علييفا.مقر المؤسسة في باكو.منذ تأسيسها، ولد رئيس مؤسسة مهريبان علييفا ونائبة الرئيس ليلى علييفا.

## هيكل الصندوق
يجمع هيكل الصندوق بين القيادة الجماعية والموحدة.الهيئة التنفيذية للصندوق هي الرئيس.رئيس المؤسسة هو ممثله القانوني المعتمد.يوافق الرئيس على الإدارة العامة للبرامج وتنفيذها، ويحدد أولويات وهيكل وتكوين أنشطة الصندوق وغيرها من الأمور التي يحددها الميثاق.تمت الموافقة على مكتب المدير التنفيذي لتوجيه عمل الصندوق، الذي يعمل في إطار الصلاحيات التي يعينها الرئيس لواجباته. يقوم المدير التنفيذي بالإشراف الحالي على برامج وأنشطة الصندوق. وهو أيضا الممثل المفوض للصندوق في نطاق اختصاصه.كما يعمل مجلس الخبراء التابع للصندوق من أجل ضمان كفاءة وفعالية القرارات المتخذة. يتكون مجلس الخبراء من العديد من الخبراء المؤهلين. مهمة الخبراء هي إعداد وتقديم الآراء والتقارير والتقارير ذات الصلة إلى الرئيس. المجلس هو هيئة استشارية.تم إنشاء الهياكل التالية في هيكل الصندوق لتنفيذ مهام ومهام محددة محددة:
- مكاتب التمثيل
- قسم القانون
- قسم المحاسبة
- قسم البرامج الإنسانية- وزارة الثقافة والسياحة، قسم السياسة الاجتماعية، وزارة التعليم والشباب والرياضة
- قسم العلاقات الدولية - قسم العلاقات الدولية،
- قسم العلاقات العامة -وزارة الشؤون القانونية والطبيعية، قسم العلاقات الإعلامية
- وزارة الخارجية - قسم الموارد البشرية، الإدارة العامة، وزارة الزراعة، قسم البروتوكول، قسم التحليلات والمعلومات، قسم الدعاية والبحوث، قسم الأمن

## رمز الصندوق

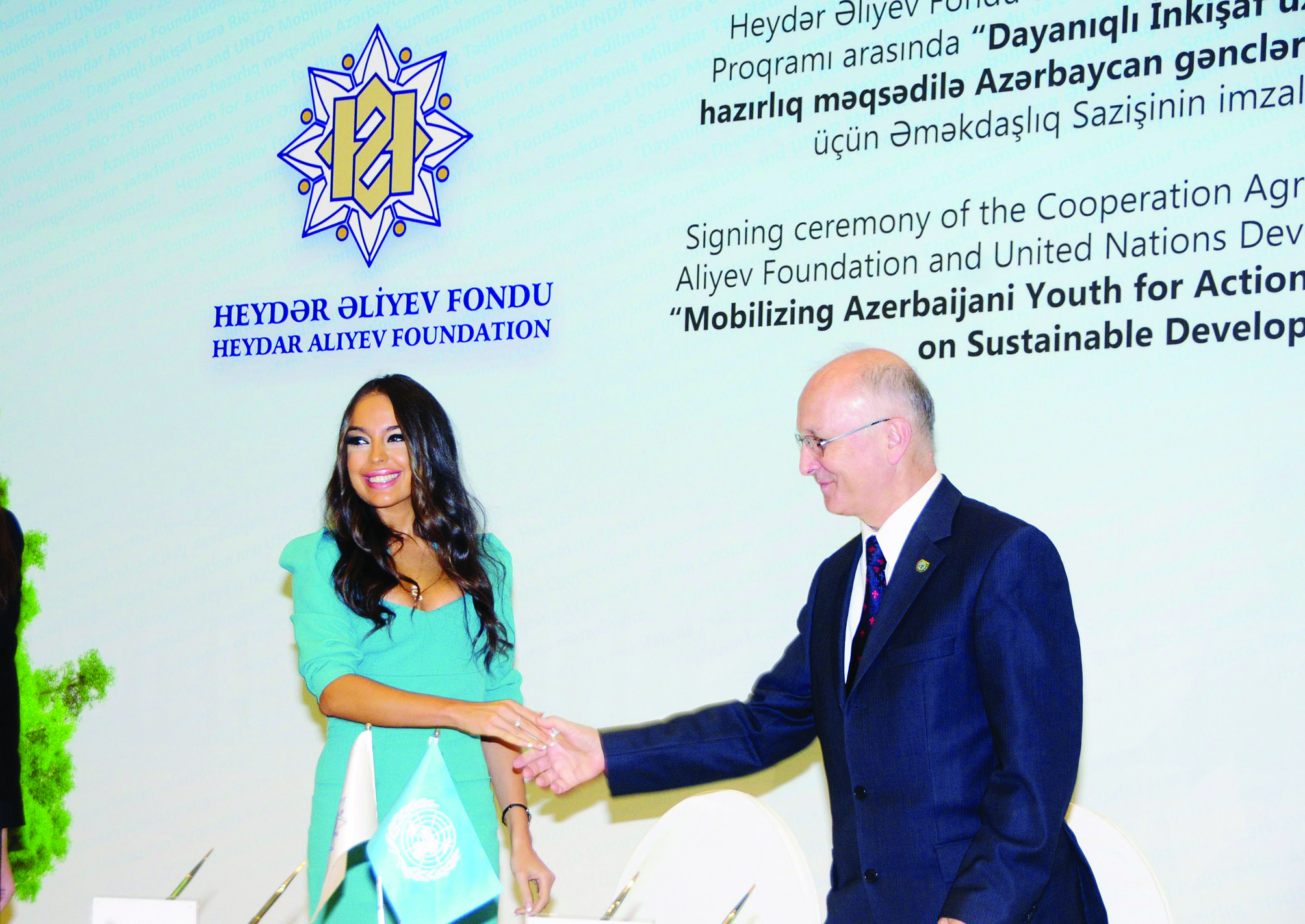
مذكرة تفاهم بين مؤسسة حيدر علييف وبرنامج الأمم المتحدة الإنمائي

في يونيو 2004، تم وضع شعار مؤسسة حيدر علييف. حوالي 2500 شعار تم تقديمه للمسابقة. تم توحيد شعار مؤسسة حيدر علييف من خلال الجمع بين الخطوط المختلفة للشعارين المختارين. وقد تم الإعلان عن الفائزين بآلييف فيك بيكان أوغلو و «الموعد النهائي» في نهاية عام 2004.يتكون شعار مؤسسة حيدر علييف من نجم ذي ثمانية أضلاع تم إنشاؤه بواسطة الأحرف الأولى من حيدر علييف ضمن نجمة مثمنة الأضلاع. نجم ذو ثمانية أضلاع لا يأتي من السومريين. في الزرادشتية تفتح فلسفته: السماء، الأرض، الماء، الهواء، النبات، الحيوان، المانات، الاسم. كما يكشف عن التطور من لحظة إلى أخرى. يظهر النجم الثماني، الذي يغطي الأحرف الأولى، توحيد الشعب الأذربيجاني حول أفكار ابنه الكبير حيدر علييف.يوجد لونان في الشعار: السماء والذهب. تعكس السماء الزرقاء السماء الديمقراطية، والتسطيح، والنظافة، والبراءة، والسلام، والموثوقية، والإخلاص، والثقة، والجنسية. اللون الذهبي هو رمز الشمس والسلام والتنمية والضوء.يعكس كلا اللونين رغبات ورغبات الزعيم الوطني حيدر علييف.

## أهداف الصندوق
- دعم دراسة وتعزيز وتنفيذ السياسة التي وضعتها الشخصية السياسية البارزة للتقدم الاجتماعي الاقتصادي والثقافي للبلاد، والاندماج في المجتمع العالمي المتحضر، وتحسين رفاهية الشعب المادية؛
- المساهمة في تحقيق برامج ومشاريع واسعة النطاق، والتي تستفيد من التراث الغني للزعيم الوطني حيدر علييف من أجل ازدهار ورخاء أذربيجان؛
- وضع وتنفيذ البرامج والمشاريع المتعلقة بالتعليم والثقافة والصحة والرياضة والقضايا البيئية؛
توسيع التعاون مع الصناديق الجمهورية والأجنبية والمنظمات غير الحكومية والمنظمات العامة وتنفيذ مشاريع مشتركة معها؛
- المساعدة في حل المشاكل الاجتماعية ذات الأهمية المحلية، وتقديم المساعدة إلى الأشخاص المحتاجين إلى رعاية خاصة؛
- المساعدة في اكتشاف وتطوير وتعزيز القدرات الإبداعية والمعرفة والمهارات لدى الناس؛
- تشجيع انتشار الثقافة الأذربيجانية على نطاق واسع والعمل الذي يتم على حماية القيم الأخلاقية السليمة؛
- للعمل كمواطنة من مواطنة شاملة ومعرفة؛
- المساعدة في تنفيذ التدابير الرامية إلى زيادة السمعة الدولية لجمهورية أذربيجان؛
- لنقل حقيقة أذربيجان إلى المجتمع العالمي؛
- التعاون مع المؤسسات التعليمية في الجمهورية والدول الأجنبية؛
- للمساعدة في البحوث العلمية؛
- تنظيم تبادل للباحثين مع مراكز البحوث العلمية المعروفة في البلدان الأجنبية، لتعزيز القدرات الإبداعية والعلمية للبلد؛
- تطوير البنية التحتية لمؤسسات الأطفال؛
- تطوير المؤسسات الصحية والطبية؛
- تشجيع البحوث الهامة في مجال البيئة، وتعزيز أسلوب حياة صحي؛
- مؤتمرات وندوات حول المواضيع الحالية في أراضي جمهورية أذربيجان والخارج.
- تنظيم معارض للأطفال، شباب مبدع، شخصيات فنية؛
- دعم التسامح الديني، وبناء المجتمع المدني، والحفاظ على القيم الوطنية والروحية في عملية التكامل للعالم المعولم.

## أسباب إنشاء الصندوق
- رغبة الشعب الأذربيجاني ورغبته في التعبير عن احترامه لذكرى الزعيم الوطني حيدر علييف؛
- ضرورة عكس الصفة الأبدية للأيديولوجية السياسية ل حيدر علييف؛
- نية حيدر علييف في التأكيد على أهمية فلسفة أذربيجان في أذربيجان في عالم آخذ في العولمة.
- الغرض من الأفكار القيادية الوطنية التي أنشأها حيدر علييف لإدخال أجيال جديدة باستمرار.
- تم تخصيص الافتتاح الرسمي لمؤسسة حيدر علييف بمناسبة عيد ميلاد الزعيم الوطني للشعب الأذربيجاني حيدر علييف في 10 مايو 2004.[4]

## قرار الرئيس
الزعيم الوطني الأذربيجاني، مؤسس دولة أذربيجان المستقلة حيدر علييف هو واحد من أعظم الشخصيات في أذربيجان. إن مصير أذربيجان التاريخي على مدى الثلاثين سنة الماضية، وهو إحياء في جميع مجالات الحياة العامة والسياسية والاقتصادية والثقافية للشعب يرتبط ارتباطا وثيقا باسم حيدر علييف. خلال هذه الفترة تمكن حيدر علييف من التغلب على اختبارات قاسية وقاسية للوقت كدولة، وتحديد إستراتيجية التنمية المستقبلية للبلاد واتخاذ خطوات مهمة لتنفيذها. إن تاريخ أذربيجان منذ عام 1969 استمر إلى الأبد في تاريخ شعبنا كفترة حيدر علييف.اتسم التوجه الفكري والسياسي الرئيسي لفلسفة حيدر علييف، بدءاً من هذه الفترة، بالتوسع السريع للهوية الوطنية للبلاد واستراتيجية التنمية السريعة، التي أثارت الفخر الوطني وصعود الوعي الوطني. لقد أصبحت عودة الذاكرة التاريخية للشعب الأساس لفكرة إقامة دولة وطنية، ظلت عالقة في قلبها لسنوات، لتصبح قوة دافعة رئيسية ولتحقيق أفكار الدولة المستقلة.في تاريخ أذربيجان الحديث، كان عام 1969 عام عودة التنمية الاجتماعية والاقتصادية والثقافية للجمهورية. وقد أدرجت هذه السنوات في تاريخ أذربيجان باعتبارها أذكى الصفحات. لقد تحققت إنجازات عظيمة في التنمية الزراعية. تم تنفيذ الإصلاحات الهيكلية في الاقتصاد لضمان نمو ديناميكي لهذه الصناعة. أذربيجان في منتجات النفط والمعدات النفطية وأنابيب الصلب والمعادن غير الحديدية والمطاط الصناعي، والمحركات الكهربائية، ومواد البناء، ومكيفات الهواء وقطع غيار السيارات والأسمدة المعدنية والخزف والسجاد ومنتجات السجاد في الاتحاد السوفياتي واحدة من أبرز احتفظ بها. تم تصدير حوالي 350 منتجًا تم تصديرها إلى أذربيجان إلى 65 دولة حول العالم.ومن أجل توفير اقتصادات عالية التأهيل ذات كفاءات عالية، توسعت شبكة المدارس الثانوية والتعليم العالي في أذربيجان بشكل كبير، وأصبح إرسال الشباب السنوي إلى مؤسسات العلوم والتعليم الرائدة في موسكو ومدن أخرى في الاتحاد السوفياتي السابق تقليدا.إن إنشاء مدرسة عسكرية اسمها جامشيد ناختشفانسكي في أذربيجان، تضم فتياناً من الشباب الأذربيجانيين في سن المراهقة في تلك المدرسة، فضلاً عن المدارس العسكرية العليا خارج الجمهورية، أعطوا دفعة كبيرة لتدريب الأفراد العسكريين المحترفين لأذربيجان. وهكذا، بفضل رؤية حيدر علييف، تم اتخاذ خطوة مهمة لحل مشكلة الأفراد في المستقبل لتشكيل الجيش الوطني الأذربيجاني المستقل.إن العلوم العلمية والثقافية والفنية لأذربيجان في تلك السنوات شهدت طفرة كبيرة. وقد اتخذت تدابير معقدة لتطوير وتحسين مدينة باكو، والمدن والمناطق الأخرى.بعد استعادة استقلال الدولة، النضال المسلح في السلطة في البلاد في السنوات الأولى من السلطة، واستبدال السلطة وسيادة القانون نهب دولة مستقلة. فوضى سياسية عامة، فوضى، عنف، مواجهات قومية ومدنية في البلاد، والوحدة الكاملة للسلطة. ونتيجة لذلك، في صيف عام 1993، كانت دولة أذربيجان في خطر الانهيار والدمار، وكانت البلاد في طليعة الحرب الأهلية والتجزؤ. في مثل هذه الحالة، بدأ حيدر علييف، بعد عودته إلى السلطة بمطالب الشعب الملحة، بالعمل بجد لإزالة أذربيجان من هذا الوضع الخطير بخبرته وحكمته السياسية العظيمة. بادئ ذي بدء، تم القضاء على فراغ السلطات، وتم تحييد القوى المدمرة في أجزاء مختلفة من الجمهورية بمساعدة النشط من الشعب، وتم منع الحرب الأهلية. تم عزل العناصر الإجرامية التي تشكل نوايا دولة أذربيجان واستقلالها ووحدة أراضيها عن المجتمع. في أيار 1994، تم تحقيق وقف إطلاق النار في الحرب الأرمنية الأذربيجانية. نجح حيدر علييف في نقل حقيقة أذربيجان، لا سيما جوهر النزاع الأرمني الأذربيجاني من ناغورني كاراباخ إلى المجتمع الدولي.بدأت أذربيجان للتو بتحقيق قدراتها الجيوسياسية بعد عودة حيدر علييف إلى السلطة. بفضل معلومات حيدر علييف السياسية، تم القضاء على تهديد أذربيجان بالعزلة عن المجتمع الدولي. من حيث التأثير على العمليات التي تجري في السياسة العالمية، كان الزعيم الأذربيجاني ينتخب دائما بكلمته، وزنه، سانغالي الخاص به.ألغيت الوحدات المسلحة التي تخدم المجموعات الفردية والسياسية نتيجة السياسة الهادفة والحاسمة للقائد الأعلى للقوات المسلحة حيدر علييف، واتخاذ تدابير عاجلة لتشكيل الجيش الوطني، وإنشاء القوات المسلحة الأذربيجانية، ووضع حد للهجرة الجماعية للجيش، وتعزيز الانضباط العسكري. إن وجود جيش قادر على حماية سيادة واستقلال ووحدة أراضي أذربيجان اليوم هو أحد الخدمات التي لا نظير لها والتي قدمها حيدر علييف للشعب الأذربيجاني.